# Semirostrum ceruttii
Il semirostro (Semirostrum ceruttii) è un cetaceo estinto, appartenente agli odontoceti. Visse nel Pliocene (circa 3,6 - 2,5 milioni di anni fa) e i suoi resti fossili sono stati ritrovati in California (USA).

## Descrizione
Questo animale era molto simile a un'odierna focena, ma era caratterizzato da un eccezionale allungamento della mandibola. Quest'ultima era infatti dotata di una sinfisi (la parte anteriore dove i due rami si uniscono) estremamente allungata e sostanzialmente priva di denti. Per fare un paragone, la sinfisi di un delfino attuale è lunga circa 2 centimetri, quella di Semirostrum era di 85 centimetri (e comprendeva oltre il 40% della lunghezza della mandibola). Una tomografia assiale computerizzata eseguita sull'olotipo ha permesso di individuare ulteriori strutture all'interno della sinfisi: erano presenti canali nella zona del mento e ulteriori canali laterali allungati, che terminavano in numerose piccole aperture lungo la mandibola. Queste strutture sono molto simili a quelle che si osservano in alcuni uccelli attuali (i cosiddetti becchi a forbice, genere Rhynchops) e probabilmente avevano un qualche tipo di funzione sensoriale.

## Classificazione
Semirostrum ceruttii venne descritto per la prima volta nel 2014, sulla base di fossili ritrovati nella formazioni San Diego e Purisima in California, risalenti al Pliocene. Nonostante le caratteristiche altamente insolite, Semirostrum è ascrivibile alla famiglia Phocoenidae, anche se non è chiaro quale parentela abbia con le forme attuali. Il nome generico Semirostrum significa "mezzo becco" e si riferisce al fatto che la mascella superiore è lunga la metà di quella inferiore.

## Paleobiologia

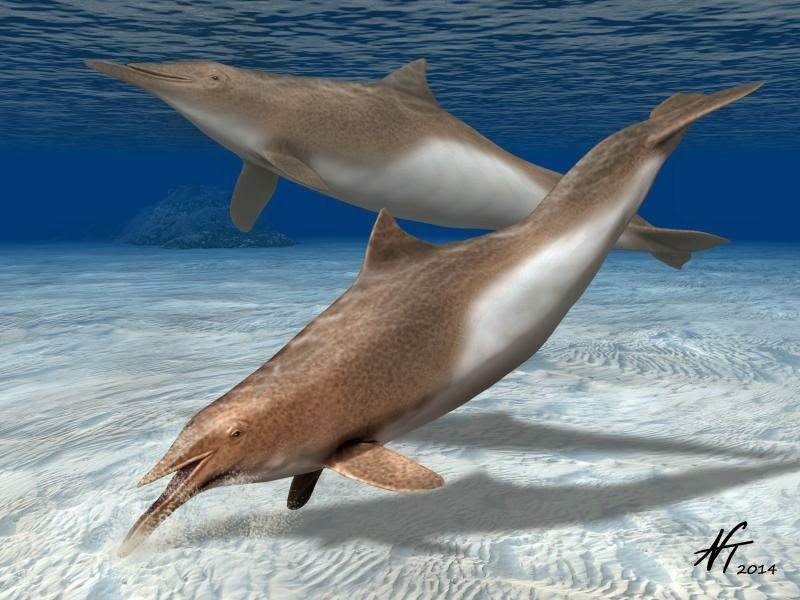
Ricostruzione di Semirostrum

La bizzarra mandibola di Semirostrum, oltre al tipo di usura obliqua esterna nei piccoli denti conici mandibolari, suggerisce che questa struttura fosse spesso in contatto con il substrato bentonico. Le caratteristiche mandibolari e dentarie uniche, insieme con le scapole robuste, lo sterno altrettanto robusto, e le vertebre cervicali non fuse, sostengono l'interpretazione che questa specie avesse adottato una forma di alimentazione in cui scandagliava il fondale, utilizzando la sua mandibola per sondare e smuovere il sedimento e percepire la preda, forse in estuari torbidi.